# Network for the Study of Archaic and Classical Greek Song
Das Network for the Study of Archaic and Classical Greek Song ist ein Netzwerk von Forschern, die sich mit der griechischen Liedkunst, das heißt: mit der lyrischen, elegischen und jambischen Dichtung der archaischen und klassischen Zeit befassen 
Es wurde 2007 von Ewen Bowie, Universität Oxford, und André Lardinois, Universität Nijmegen, initiiert und in den ersten drei Jahren von der Nederlandse Organisatie voor Wetenschappelijk Onderzoek (NWO) sowie von der National Research School in Classical Studies in the Netherlands (OIKOS) gefördert. Die Mitglieder sind in Gruppen eingeteilt: als Choragoi bezeichnen sich die beiden Initiatoren, Choreutes oder Core Member sind ausgewiesene Forscher auf dem Gebiet. Die Website bietet neben einer Mitgliederliste eine ausführliche gegliederte Bibliographie zum Thema, Informationen zu anstehenden und vergangenen Tagungen sowie Links zu einschlägigen Websites. 